# Helofity

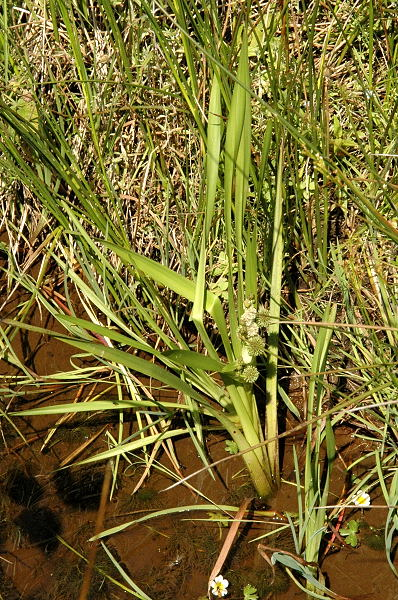
Jeżogłówka gałęzista

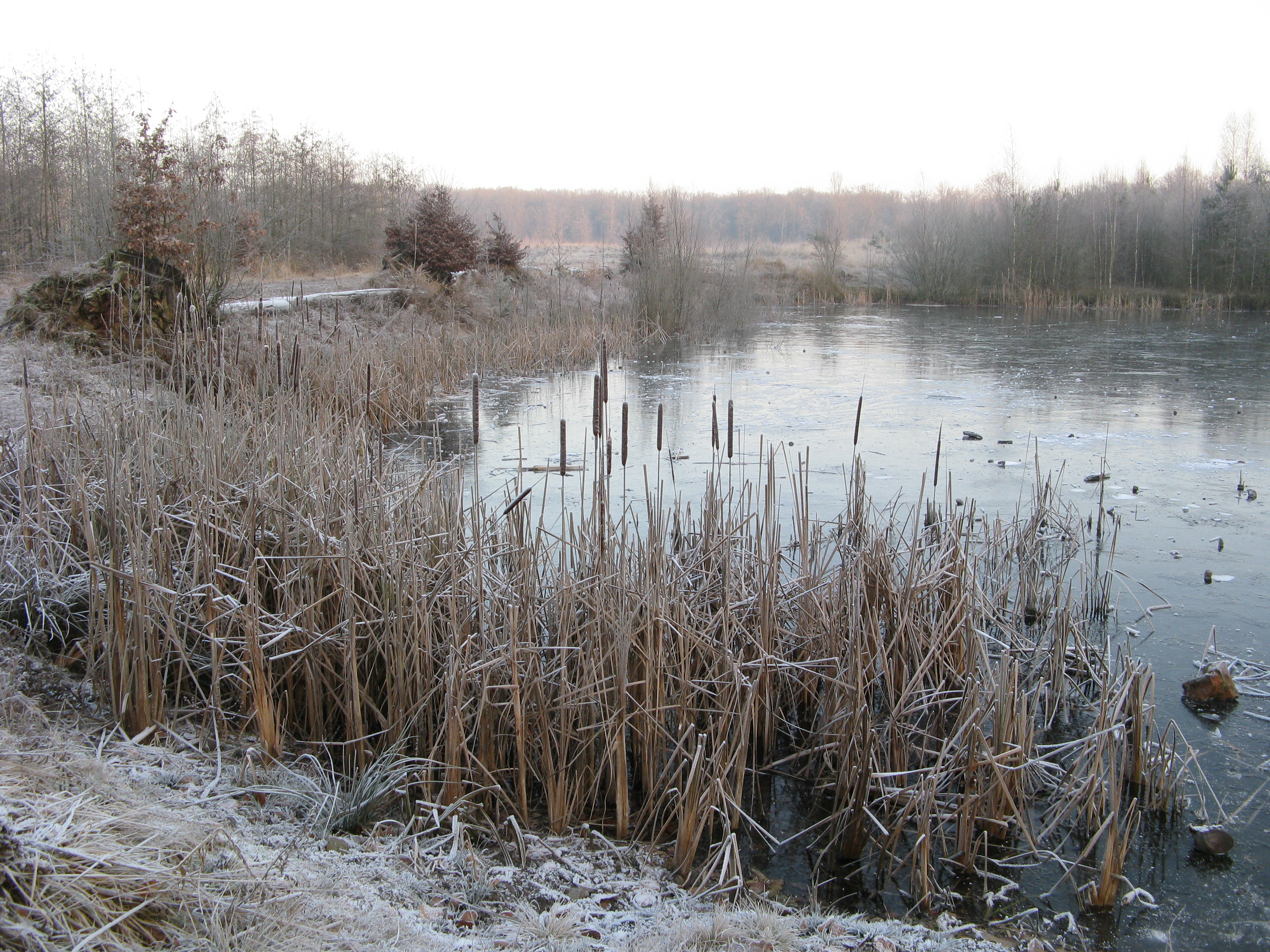
Zimujące helofity szuwaru szerokopałkowego – nadziemne i nadwodne części obumarłe

Helofity, rośliny błotnopączkowe, geofity bagienne, rośliny błotne – rośliny związane ze środowiskiem błotnym.
W jednym z ujęć helofity to rośliny, które rosną z zanurzonymi w wodzie jedynie korzeniami i dolnymi, niefotosyntetyzującymi częściami pędów. Kategoria taka mieści się pomiędzy roślinami ziemnowodnymi a lądowymi albo jest utożsamiana z roślinami ziemnowodnymi.
W systemie Raunkiæra, czyli systemie klasyfikacji roślin na podstawie miejsca, w którym okres niekorzystny (zimę lub suszę) przeczekują ich pączki odnawiające, helofity definiowane są jako rośliny błotnopączkowe, czyli o pączkach zimujących w błocie. Są jedną z grup kryptofitów, czyli roślin skrytopączkowych. 
Oba powyższe ujęcia nie są tożsame i rośliny określane jako helofity ze względu na miejsce życia, mogą być w innych systemach określane jako hydrofity lub geofity.